# Hallási mondatterjedelem-teszt
A hallási mondatterjedelem-teszt a komplex verbális munkamemória mérőeljárása. Az Európában népszerű Baddeley-féle munkamemória modell kereteiben a komplex verbális munkamemória a fonológiai hurok és a központi végrehajtó együttesét jelenti. A fonológiai hurok funkciója a tárolás, a központi végrehajtó feladata pedig az információ manipulálása. Ezzel szemben Amerikában a munkamemóriát egy egységes rendszernek tekintik, mely elsődlegesen az információ manipulálásában játszik szerepet, pusztán a tárolási funkcióra pedig inkább mint rövid távú emlékezetre szoktak hivatkozni.
A hallási mondatterjedelem-teszt egy sztenderdizált mérőeljárás, melyhez a normatív adatok 4 éves kortól 89 éves korig életkoronként elérhetőek. A teszt igen érzékeny az életkori változásokra: az életkor előrehaladtával jelentős kapacitás-változás figyelhető meg a teljesítményben. A teszt validitását a többi komplex munkamemóriát mérő eljárással mutatott közepes erősségű korreláció mutatja. A teszt ismételt felvétellel mért reliabilitása igen magas.

## A teszt alkalmazási lehetőségei
A hallási mondatterjedelem-teszt angol nyelvű változata, a listening span teszt Daneman és Carpenter (1980) nevéhez fűződik. Annyiban különbözik a szintén általuk kidolgozott olvasási terjedelem teszttől (reading span), hogy nem igényel folyékony olvasási készséget, így olvasni nem tudó gyermekek ill. felnőttek komplex munkamemória feladatokon nyújtott teljesítményét is mérhetővé teszi. 
A listening span teszt az elmúlt közel 30 évben széles körben használt mérőeljárássá vált számos országban. A teszt remekül alkalmazható a munkamemória kapacitás gyermekkori fejlődésének vagy az öregedés hatásának feltérképezésére, emellett több kutatás is bizonyítja, hogy a teszt hatékony eszköz lehet nyelvi zavarok, tanulási nehézségek korai azonosításában.

## A teszt felvétele
A hallási mondatterjedelem-teszt felvételekor a vizsgálatvezető mondatokat olvas fel, és a vizsgálati személynek minden mondat után meg kell állapítania, hogy az elhangzott mondat igaz-e vagy hamis, valamint megjegyezni a mondat utolsó szavát (de nem kell kimondani). Amikor az adott blokkon belül elhangzott minden mondat, a korábban megjegyzett, de akkor nem kimondott utolsó szavakat kell visszamondani, sorrendben. A blokkon belüli mondatok száma növekszik 2-től 8-ig. Minden mondat egyszerű-bővített, 5-6 szóból áll. Az utolsó szavak közepes gyakoriságú, két szótagú főnevek. 
A hallási mondatterjedelem-teszt magyar változatát Janacsek, Mészáros, Tánczos, Németh készítették el. A teszt ingyenesen letölthető.